# Ariane Beaumont-Courteau
Ariane Beaumont-Courteau (ur. 11 stycznia 1990) – kanadyjska lekkoatletka, tyczkarka.

## Osiągnięcia
| Rok  | Impreza                               | Miejsce       | Lokata            | Wynik |
| ---- | ------------------------------------- | ------------- | ----------------- | ----- |
| 2007 | Mistrzostwa świata juniorów młodszych | Ostrawa       | el. – 13. miejsce | 3,65  |
| 2008 | Mistrzostwa świata juniorów           | Bydgoszcz     | 12. miejsce       | 4,00  |
| 2008 | Igrzyska Wspólnoty Narodów młodzieży  | Pune          | 2. miejsce        | 3,90  |
| 2009 | Mistrzostwa panamerykańskie juniorów  | Port-of-Spain | 3. miejsce        | 4,00  |
| 2010 | Młodzieżowe mistrzostwa NACAC         | Miramar       | 3. miejsce        | 3,90  |

Podczas igrzysk frankofońskich (2009) Beaumont-Courteau nie ukończyła biegu eliminacyjnego na 100 metrów przez płotki.

## Rekordy życiowe
- skok o tyczce (hala) – 4,17 (2009)